# قرار مجلس الأمن التابع للأمم المتحدة رقم 982
قرار مجلس الأمن التابع للأمم المتحدة رقم 982، المتخذ بالإجماع في 31 آذار / مارس 1995، بعد إعادة التأكيد على جميع القرارات المتعلقة بالحالة في يوغوسلافيا السابقة، ولا سيما القرار 947 (1994) بشأن قوة الأمم المتحدة للحماية، مدد المجلس ولاية قوة الأمم المتحدة للحماية فترة إضافية تنتهي في 30 نوفمبر 1995 وناقش العمليات في كرواتيا.
وقد قبلت حكومة البوسنة والهرسك خطة سلام مجموعة الاتصال، والأطراف في البلد تلتزم باتفاق لوقف إطلاق النار. وقد شجع المجلس جهود قوة الأمم المتحدة للحماية للمساعدة في تنفيذ اتفاقات واشنطن. تم التأكيد على أهمية مدينة سراييفو كعاصمة للبوسنة والهرسك وكمركز متعدد الثقافات والأعراق والديانات، وأن اتفاقية نزع السلاح من المدينة سيكون لها تأثير إيجابي. يجب احترام حقوق الإنسان من أجل بناء الثقة والسلام المتبادلين.
ومُددت ولاية قوة الحماية حتى 30 تشرين الثاني / نوفمبر 1995، وأُذن للأمين العام بطرس بطرس غالي بإعادة نشر جميع أفراد القوة وأصولها من كرواتيا إلى البوسنة والهرسك، باستثناء تلك المطلوبة لعملية الأمم المتحدة لاستعادة الثقة في كرواتيا. وستواصل قوة الحماية تنفيذ الاتفاقات ذات الصلة، وتسهيل إيصال المساعدة الإنسانية إلى البوسنة والهرسك عبر كرواتيا، والحفاظ على هيكل الدعم الخاص بها في ذلك البلد. وفي الوقت نفسه، تم حث الأطراف في كلا البلدين على الالتزام بوقف إطلاق النار والتفاوض على تسوية سلمية.
وأخيراً، اختتم القرار بالطلب من الأمين العام اطلاع المجلس على التطورات في المنطقة.

## روابط خارجية
- نص القرار في undocs.org